# Coupe du monde de luge 2009-2010
Navigation
Édition précédente Édition suivante
La 33e édition de la Coupe du monde de luge se déroule entre le 20 novembre 2009 et le 31 janvier 2010, suivie des  épreuves olympiques à Whistler au mois de février 2010.
Organisée par la Fédération internationale de luge de course, cette compétition débute fin novembre 2009 par des épreuves organisées à Calgary en Canada. La Coupe du monde est interrompue à la fin du mois de janvier par les Championnats d'Europe de luge organisés à Sigulda (Estonie). La saison est close à Cesana Pariol fin janvier 2010 après des étapes à Igls (Autriche), Altenberg (Allemagne), Lillehammer (Norvège), Königssee, Winterberg et Oberhof (Allemagne).

## Règlement
| Période / Place | 1   | 2  | 3  | 4  | 5  | 6  | 7  | 8  | 9  | 10 | 11 | 12 | 13 | 14 | 15 | 16 | 17 | 18 | 19 | 20 | 21 | 22 | 23 | 24 | 25 | 26 | 27 | 28 | 29 |
| --------------- | --- | -- | -- | -- | -- | -- | -- | -- | -- | -- | -- | -- | -- | -- | -- | -- | -- | -- | -- | -- | -- | -- | -- | -- | -- | -- | -- | -- | -- |
| 2010            | 100 | 85 | 70 | 60 | 55 | 50 | 46 | 42 | 39 | 36 | 34 | 32 | 30 | 28 | 26 | 25 | 24 | 23 | 22 | 21 | 20 | 19 | 18 | 17 | 16 | 15 | 14 | 13 | 12 |

## Déroulement de la saison

### Première étape à Calgary, fin novembre

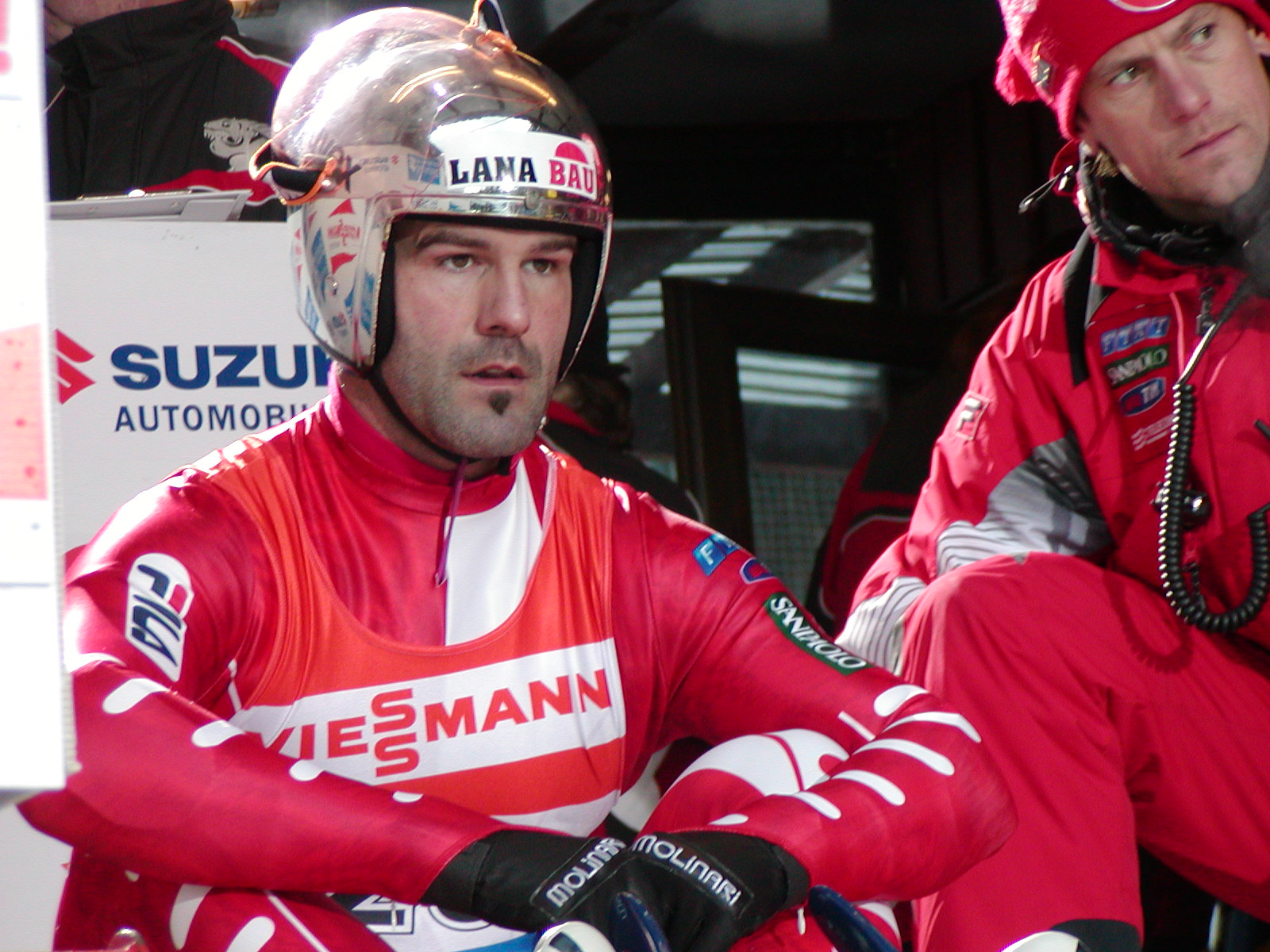
Armin Zöggeler, leader du classement masculin et vainqueur à Calgary.

C'est au Canada sur la piste de Calgary que débute la coupe du monde de la luge les 20 et 21 novembre 2009. Les femmes donnent le coup d'envoi de la saison, la course voit la domination de l'Allemagne qui place quatre Allemandes aux quatre premières places, Tatjana Hüfner s'impose devant Natalie Geisenberger, Anke Wischnewski et Corinna Martini, il s'agit de la 91e victoire d'affilée d'une Allemande en Coupe du monde (invaincue depuis  novembre 1997), Hüfner, tenante du titre de la coupe du monde, prend donc la tête du général. En double masculin, c'est le duo allemand Patric Leitner-Alexander Resch qui domine la hiérarchie devant leurs compatriotes André Florschütz-Torsten Wustlich et le duo italien Christian Oberstolz-Patrick Gruber (tenant du titre de la coupe du monde). Enfin, l'épreuve masculine voit la victoire du tenant du titre l'Italien Armin Zöggeler devant l'Allemand David Möller et le Russe Albert Demtschenko, le champion du monde en titre Felix Loch termine quatrième.

### Deuxième étape à Igls, fin novembre
À Igls en Autriche, les Allemandes poursuivent leur hégémonie avec la victoire de Geisenberger devant Hüfner et Wischnewski, elle prend donc la tête du classement général à égalité de points avec Hüfner. En duo masculin, le duo allemand Leitner-Resch réussit la passe de deux en remportant son second succès devant le duo Florschütz-Wustlich et le duo autrichien composé des frères Andreas Linger et Wolfgang Linger, ils conservent donc la tête du général. CHez les hommes, Zöggeler poursuit également son hégémonie en s'adjugeant son deuxième succès d'affilée, il s'agit même d'un doublé italien puisque son compatriote Wilfried Huber prend la seconde devant le Russe Viktor Kneib, c'est la première épreuve de la saison où aucun allemand ne se retrouve sur un podium.

### Troisième étape à Altenberg, début décembre

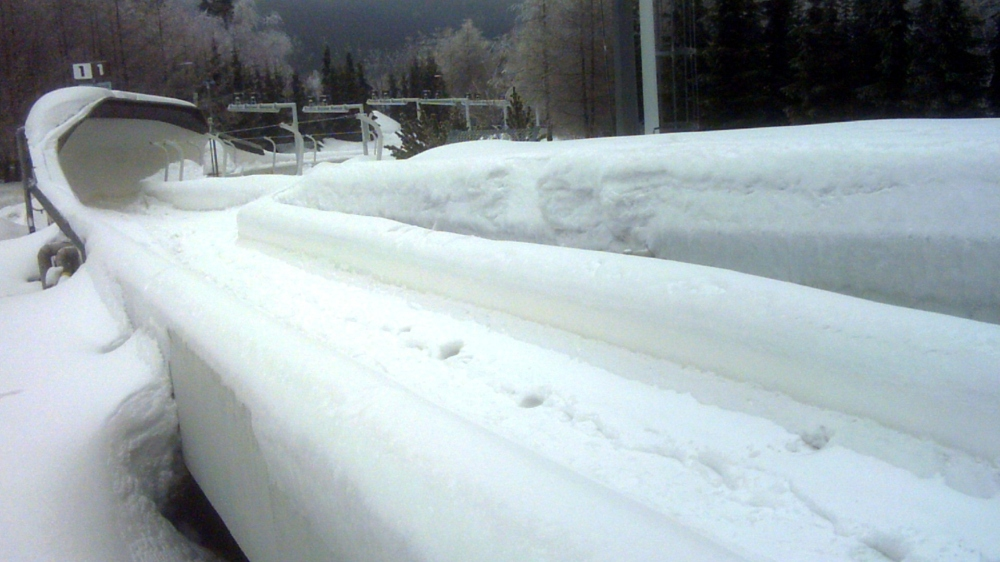
Piste d'Altenberg.

À domicile à Altenberg, les Allemandes réalisent le triplé en s'imposant dans les trois épreuves. Chez les femmes, quatre Allemandes se sont placées aux quatre premières places, Hüfner s'impose devant Geisenberger, Wischnewski et Martini, elle reprend seule la tête du classement général devant Geisenberger. En double masculin, c'est le duo allemand Florschütz-Wustlich qui s'impose devant le duo autrichien Peter Penz-Georg Fischler et italien Oberstolz-Gruber, ils prennent la tête du général au duo Leitner-Resch qui termine sixième de l'étape. Chez les hommes, c'est également la fin d'une domination, celle de Zöggeler, puisque l'Allemand Loch s'impose devant lui, la troisième est prise par le Russe Demtschenko, cependant le général Zöggeler conserve la première place.

### Quatrième étape à Lillehammer, mi-décembre
Dans l'étape norvégienne de Lillehammer (programmée en coupe du monde pour la première fois depuis sept ans), les Allemandes ont été mises en difficulté, l'Américaine Erin Hamlin (championne du monde en titre qui avait mis fin la saison précédente à la domination allemande aux mondiaux depuis 1993) a été tout près de mettre fin à l'hégémonie allemande en coupe du monde depuis 1997, elle prend la tête après la première manche mais ne réalise que le quatrième temps de la seconde manche et finit troisième de l'épreuve derrière Hüfner et Geisenberger, Hüfner garde la tête du général et signe la 94e victoire d'affilée d'une Allemande en coupe du monde. En duo masculin, l'Allemande subit sa première défaite de la saison grâce au duo autrichien des frères Linger, il n'y par ailleurs aucun allemand sur le podium puisque ce sont deux duo italiens qui complètent le podium, la seconde place pour Oberstolz-Gruber et la troisième place pour Gerhard Plankensteiner-Oswald Haselrieder, cependant au général le duo allemand Florschütz-Wustlich prend la tête au duo Leitner-Resch. Chez les hommes, le Russe Demtschenko arbitre le duel entre Zöggeler (deuxième) et Loch (troisième) et signe sa première victoire de la saison. Au général, Zöggeler conserve la tête devant Loch et Demtschenko.

### Cinquième étape à Königssee, début janvier
Après une étape en Norvège, la coupe du monde revient en Allemagne à Königssee. Chez les femmes, Hüfner ajoute une nouvelle victoire à son palmarès (le vingtième de sa carrière) pour un podium complètement allemand puisque Geisenberger et Stefanie Sieger prennent respectivement la deuxième et troisième place, suivie de Wischnewski à la quatrième place. Au général, Hüfner conforte sa première place devant Geisenberger et Wischnewski. En double masculin, la victoire revient à un duo allemand Tobias Wendl-Tobias Arlt qui remporte le deuxième succès de leurs carrières en coupe du monde, ils devancent leurs compatriotes Florschütz-Wustlich et le duo autrichien composé des frères Linger. Au général, cela conforte la première place du duo allemand Florschütz-Wustlich. Enfin, en monoplace masculine, le Russe Demtschenko signe son deuxième succès d'affilée en devançant Zöggeler et Möller, cette victoire lui permet de prendre la seconde place au général derrière Zöggeler.

## Classements généraux
| Rang | Nom                | Points |
| ---- | ------------------ | ------ |
| 1    | Armin Zöggeler     | 705    |
| 2    | Albert Demtschenko | 534    |
| 3    | Felix Loch         | 482    |
| 4    | David Möller       | 462    |
| 5    | Reinhold Rainer    | 372    |
| 6    | Johannes Ludwig    | 366    |
| 7    | Jan-Armin Eichhorn | 347    |
| 8    | Andi Langenhan     | 340    |
| 9    | Tony Benshoof      | 310    |
| 10   | Viktor Kneib       | 309    |

| Rang | Nom                  | Points |
| ---- | -------------------- | ------ |
| 1    | Tatjana Hüfner       | 755    |
| 2    | Natalie Geisenberger | 710    |
| 3    | Anke Wischnewski     | 509    |
| 4    | Erin Hamlin          | 447    |
| 5    | Nina Reithmayer      | 383    |
| 6    | Corinna Martini      | 368    |
| 7    | Alex Gough           | 316    |
| 8    | Veronika Halder      | 304    |
| 9    | Alexandra Rodionova  | 298    |
| 10   | Natalia Yakushenko   | 265    |

| Rang | Nom                                              | Points |
| ---- | ------------------------------------------------ | ------ |
| 1    | Allemagne André Florschütz Torsten Wustlich      | 592    |
| 2    | Allemagne Patric Leitner Alexander Resch         | 570    |
| 3    | Italie Christian Oberstolz Patrick Gruber        | 547    |
| 4    | Allemagne Tobias Wendl Tobias Arlt               | 526    |
| 5    | Autriche Andreas Linger Wolfgang Linger          | 518    |
| 6    | Italie Gerhard Plankensteiner Oswald Haselrieder | 336    |
| 7    | Lettonie Juris Sics Andris Sics                  | 329    |
| 8    | États-Unis Christian Niccum Dan Joye             | 317    |
| 9    | Autriche Tobias Schiegl Markus Schiegl           | 312    |
| 10   | États-Unis Mark Grimmette Brian Martin           | 295    |

## Calendrier et podiums
| 1. Calgary (20 novembre 2009 - 21 novembre 2009) |         |                                          |                                             |                                           |
| Date                                             | Épreuve | Vainqueur                                | Deuxième                                    | Troisième                                 |
|                                                  | Doubles | Allemagne Patric Leitner Alexander Resch | Allemagne André Florschütz Torsten Wustlich | Italie Christian Oberstolz Patrick Gruber |
|                                                  | Femmes  | Tatjana Hüfner                           | Natalie Geisenberger                        | Anke Wischnewski                          |
|                                                  | Hommes  | Armin Zöggeler                           | David Möller                                | Albert Demtschenko                        |

| 2. Igls (28 novembre 2009 - 29 novembre 2009) |         |                                          |                                             |                                         |
| Date                                          | Épreuve | Vainqueur                                | Deuxième                                    | Troisième                               |
| 28/11/2009                                    | Doubles | Allemagne Patric Leitner Alexander Resch | Allemagne André Florschütz Torsten Wustlich | Autriche Andreas Linger Wolfgang Linger |
| 28/11/2009                                    | Femmes  | Natalie Geisenberger                     | Tatjana Hüfner                              | Anke Wischnewski                        |
| 29/11/2009                                    | Hommes  | Armin Zöggeler                           | Wilfried Huber                              | Viktor Kneib                            |

| 3. Altenberg (5 décembre 2009 - 6 décembre 2009) |         |                                             |                                    |                                           |
| Date                                             | Épreuve | Vainqueur                                   | Deuxième                           | Troisième                                 |
| 05/12/2009                                       | Doubles | Allemagne André Florschütz Torsten Wustlich | Autriche Peter Penz Georg Fischler | Italie Christian Oberstolz Patrick Gruber |
|                                                  | Femmes  | Tatjana Hüfner                              | Natalie Geisenberger               | Anke Wischnewski                          |
| 05/12/2009                                       | Hommes  | Felix Loch                                  | Armin Zöggeler                     | Albert Demtschenko                        |

| 4. Lillehammer (12 décembre 2009 - 13 décembre 2009) |         |                                         |                                           |                                                  |
| Date                                                 | Épreuve | Vainqueur                               | Deuxième                                  | Troisième                                        |
|                                                      | Doubles | Autriche Andreas Linger Wolfgang Linger | Italie Christian Oberstolz Patrick Gruber | Italie Gerhard Plankensteiner Oswald Haselrieder |
|                                                      | Femmes  | Tatjana Hüfner                          | Natalie Geisenberger                      | Erin Hamlin                                      |
|                                                      | Hommes  | Albert Demtschenko                      | Armin Zöggeler                            | Felix Loch                                       |

| 5. Königssee (2 janvier 2010 - 3 janvier 2010) |         |                                    |                                             |                                         |
| Date                                           | Épreuve | Vainqueur                          | Deuxième                                    | Troisième                               |
| 02/01/2010                                     | Doubles | Allemagne Tobias Wendl Tobias Arlt | Allemagne André Florschütz Torsten Wustlich | Autriche Andreas Linger Wolfgang Linger |
| 02/01/2010                                     | Femmes  | Tatjana Hüfner                     | Natalie Geisenberger                        | Stefanie Sieger                         |
| 03/01/2010                                     | Hommes  | Albert Demtschenko                 | Armin Zöggeler                              | David Möller                            |

| 6. Winterberg (9 janvier 2010 - 10 janvier 2010) |         |                                           |                                                  |                                          |
| Date                                             | Épreuve | Vainqueur                                 | Deuxième                                         | Troisième                                |
|                                                  | Doubles | Italie Christian Oberstolz Patrick Gruber | Italie Gerhard Plankensteiner Oswald Haselrieder | Allemagne Patric Leitner Alexander Resch |
|                                                  | Femmes  | Natalie Geisenberger                      | Tatjana Hüfner                                   | Erin Hamlin                              |
|                                                  | Hommes  | Armin Zöggeler                            | Albert Demtschenko                               | David Möller                             |

| 7. Oberhof (16 janvier 2010 - 17 janvier 2010) |         |                                             |                                    |                                          |
| Date                                           | Épreuve | Vainqueur                                   | Deuxième                           | Troisième                                |
| 19/01/2010                                     | Doubles | Allemagne André Florschütz Torsten Wustlich | Allemagne Tobias Wendl Tobias Arlt | Allemagne Patric Leitner Alexander Resch |
| 16/01/2010                                     | Femmes  | Tatjana Hüfner                              | Anke Wischnewski                   | Natalie Geisenberger                     |
|                                                | Hommes  | Andi Langenhan                              | Johannes Ludwig                    | Jan Eichhorn                             |

| 8. Cesana Pariol (30 janvier 2010 - 31 janvier 2010) |         |                                    |                                           |                                          |
| Date                                                 | Épreuve | Vainqueur                          | Deuxième                                  | Troisième                                |
|                                                      | Doubles | Allemagne Tobias Wendl Tobias Arlt | Italie Christian Oberstolz Patrick Gruber | Allemagne Patric Leitner Alexander Resch |
|                                                      | Femmes  | Natalie Geisenberger               | Tatjana Hüfner                            | Erin Hamlin                              |
|                                                      | Hommes  | Armin Zöggeler                     | Felix Loch                                | Johannes Ludwig                          |

## Couverture médiatique
La coupe du monde de la luge est retransmise en France sur la chaîne Eurosport tout au long de la saison soit en direct soit différé. Dans la presse écrite, le quotidien L'Équipe ainsi que son site internet font état des résultats des courses.